# Conchocarpus toxicarius
Conchocarpus toxicarius là một loài thực vật có hoa trong họ Cửu lý hương. Loài này được (Spruce ex Engl.) Kallunki & Pirani mô tả khoa học đầu tiên năm 1998.